# Matt Doherty (allenatore di pallacanestro)
Matthew Francis Doherty, detto Matt (East Meadow, 25 febbraio 1962), è un ex cestista, allenatore di pallacanestro e dirigente sportivo statunitense.

## Carriera
È stato selezionato dai Cleveland Cavaliers al sesto giro del Draft NBA 1984 (119ª scelta assoluta).

## Palmarès

### NCAA
- Campionato NCAA: 1

North Carolina Tar Heels: 1982

### Individuale
- Associated Press College Basketball Coach of the Year (2001)